# Melgó litoral

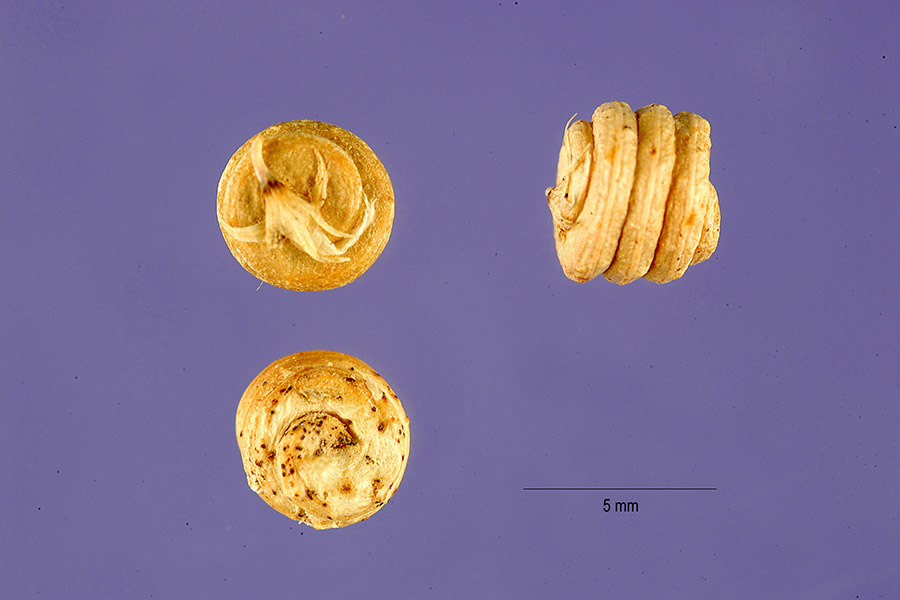
Fruits

El melgó litoral, melgó repent, trèvol de llapassa o userda borda (Medicago littoralis) és una espècie de la família de les fabàcies que habita principalment a la conca del Mediterrani. Les seves tiges són poc piloses, prostrades, ramoses. Les seves fulles són, trilobades (com a la resta del gènere Medicago), petites, allargades, lleugerament pubescents, cuneïformes, en forma de cor, denticulades al seu marge. Les estípules quasi lanceolades, dentades i tubulades. Els peduncles axil·lars, amb prou feines més llargs que les fulles, piloses, filiformes, acabades en dues o quatre flors grogues. Les beines són petites, comprimides, glabres, enrotllades en espiral sobre ella mateixa, formant tres o quatre voltes com a màxim, proveïdes al seu extrem d'agullons rígids, rectes, tubulats, terminats en un ganxo doblegat al seu àpex.